# Гармазій Надія Сергіївна
Надія Сергіївна Гармазій (Частакова) (нар. 27 лютого 1987, м. Світловодськ Кіровоградська область) — українська письменниця, поетеса, критик, кандидат філологічних наук. Голова Кіровоградської обласної організації НСПУ (з листопада 2021).

## Біографічні відомості
Народилася 27 лютого 1987 р. у м. Світловодськ Кіровоградської області. Закінчила Світловодську ЗШ № 1 із золотою медаллю, Кіровоградське відділення Малої Академії наук України (2004), факультет філології та журналістики Кіровоградського державного педагогічного університету імені Володимира Винниченка (2009) та аспірантуру при цьому ж університеті (2012). Захистила дисертацію по творчості Івана Дзюби.
Працювала кореспондентом світловодських газет «Свет-Перспектива», «Світловодськ вечірній». З 2012 р. працює старшим викладачем Кіровоградського інституту розвитку людини «Україна».
Живе у м. Кропивницький.

## Громадська діяльність
Член обласного літературного об'єднання «Степ» з 2006 р.
Член Національної спілки письменників України (2012). Голова Кіровоградської обласної організації НСПУ (з листопада 2021).

## Творчість
Друкуватися почала з 1998 р. у Світловодську. Автор збірок поезії: «Готика» (2005), «Приручення лиса» (2008), «Тройзілля» (у співавторстві, 2009).

## Основні твори
- Вежа № 27 : літературний часопис / гол. ред. В. Бондар. — Кіровоград: ПВЦ «Мавік», 2011. ‒ 279 с. : фотоіл.
- Гармазій Н. С. Готика: Поезії / Н. С. Гармазій. ‒ Кіровоград: ПВЦ «Імекс-ЛТД», 2006. ‒ 51 с.
- Гармазій Н. С. Приручення лиса: поезії / Н. С. Гармазій; вступне слово В. Погрібного. ‒ Кіровоград: Степ, 2008. ‒ 70 с. : портр.
- Частакова Н. Іван Дзюба: дух і творчість: літ. портр. / Надія Частакова. — Київ: Пульсари, 2016. — 206, [1] с.: фот.
- Гармазій Н. Попелище для феніксів / Н. Гармазій; ред. В. Бондар. ‒ Кіровоград: Імекс-ЛТД, 2017. ‒ 95 с.
- Гармазій Н. Марго та єдиноріг, що жив у буфеті / Надія Гармазій ; іл. Ольги Кочури. — Золотоноша: Вид-во Раіни Н., 2022. — 47 с.: кольор. іл. — (Нова українська казка).
- Гармазій Н. Канікули з єдинорогом / Надія Гармазій; іл. Олі Кочури. — Золотоноша: Видавництво Раіни Н., 2023. — 59 с.: кольор. іл. — (Читай українською).
- Літературна Кропивниччина: (вид. присвяч. 40-річчю заснування Кіровоград. обл. орг. Нац. спілки письменників України) / авт. ідеї, упоряд. Надія Гармазій. — Кропивницький: Лисенко С. В., 2024. — 62, 1 с.: фот. кольор.

## Відзнаки
Лауреат літературних конкурсів: «Гранослов» (2004, 2005), «Сокіл степів» (2009, 2010), лауреат обласної літературної премії ім. Є. Маланюка у номінації «Поезія» (у тому числі драматичні твори і переклади) ‒ за книгу «Попелище для феніксів» (2019).